# Lissonota atrella
Lissonota atrella là một loài tò vò trong họ Ichneumonidae.